# Gesù Buon Pastore
Gesù Buon Pastore är en kyrkobyggnad och titeldiakonia i Rom, helgad åt Jesus Kristus som Den gode herden. Kyrkan är belägen vid Piazzale dei Caduti della Montagnola i quartiere Ardeatino och tillhör församlingen Gesù Buon Pastore.
Kyrkan förestås av stiftspräster.
Piazzan framför kyrkan – Piazzale dei Caduti della Montagnola – hugfäster minnet av de 53 italienare som stupade vid sammanstötningar med tyska soldater i Montagnola den 10 september 1943.

## Historia
Kyrkan uppfördes åren 1950–1959 efter ritningar av arkitekten Carlo Bodoni och konsekrerades den 18 mars 1959 av ärkebiskop (sedermera kardinal) Luigi Traglia.
Fasaden har en av Carlo Mariani utförd monumental mosaik som framställer Kristus Pantokrator och längre ner en ängel som vaktar de stupades gravar. Vid fasaden står två statyer föreställande Kristus den gode herden och Påve Johannes XXIII, utförda av Carlo Pisi.
Absiden är smyckad med fresken Kristus den gode herden. Avbildade är även Jungfru Maria, den helige Petrus och Abel (till vänster) och kung David, den helige Paulus och profeten Hesekiel (till höger).

## Titeldiakonia
Kyrkan stiftades som titeldiakonia med namnet Gesù Buon Pastore alla Montagnola av påve Johannes Paulus II år 1985.
Kardinaldiakoner
- Jozef Tomko: 1985–1996
- James Francis Stafford: 1998–2008
- Velasio De Paolis: 2010–2017
- Lazarus You Heung-sik: 2022–